# Lista odcinków serialu Nowe przygody rodziny Addamsów
W artykule znajduje się lista odcinków serialu Nowe przygody rodziny Addamsów, emitowanego w Polsce na kanałach Fox Kids, Jetix, Polsat i TV Puls.

## Serie
| Sezon | Sezon | Odcinki | Pierwsza emisja      | Pierwsza emisja w Polsce | Powtórna emisja w Polsce |
| ----- | ----- | ------- | -------------------- | ------------------------ | ------------------------ |
|       | 1     | 52      | 19 października 1998 | 1 września 1999          | 2014                     |
|       | 2     | 13      | 31 maja 1999         | 1999                     | nieemitowany             |

## Seria 1
| Nr    | Tytuł                                                                  | Premiera                          | Premiera w Polsce |
| ----- | ---------------------------------------------------------------------- | --------------------------------- | ----------------- |
| 1     | Hallowen z rodziną Addamsów Halloween With the Addams Family           | 19 października 1998              | 2014 (TV Puls)    |
| 2     | Rywal Gomeza Deadbeat Relatives                                        | 20 października 1998              | 2014 (TV Puls)    |
| 3     | Rodzina Addamsów idzie do szkoły The Addams Family Goes to School      | 21 października 1998              | 2014 (TV Puls)    |
| 4     | Fatalny romans Festera Fester’s Punctured Romance                      | 22 października 1998              | 2014 (TV Puls)    |
| 5     | Nowi sąsiedzi rodziny Addamsów New Neighbors Meet the Addams Family    | 23 października 1998              | 2014 (TV Puls)    |
| 6     | Dziadek odwiedza rodzinę Addamsów Grandpapa Addams Comes to Visit      | 26 października 1998              | 2014 (TV Puls)    |
| 7     | Wielbiciel Gomeza Gomez, the Reluctant Lover                           | 27 października 1998              | 2014 (TV Puls)    |
| 8     | Mortycja, swatka Morticia, the Matchmaker                              | 3 października 1998               | 2014 (TV Puls)    |
| 9     | Drzewo genealogiczne rodziny Addamsów The Addams Family Tree           | 3 października 1998               | 2014 (TV Puls)    |
| 10    | Kolejny gość rodziny Addamsów Cousin Itt Visits the Addams Family      | 30 października 1998              | 2014 (TV Puls)    |
| 11    | Rodzina Addamsów i sztuka Art and the Addams Family                    | 30 października 1998              | 2014 (TV Puls)    |
| 12    | Misja Thing is Missing                                                 | 2 listopada 1998                  | 2014 (TV Puls)    |
| 13    | Dieta Festera Fester Goes on a Diet                                    | 3 listopada 1998                  | 2014 (TV Puls)    |
| 14-15 | Miłość Mortycji Morticia’s Romance                                     | 4 listopada 1998 5 listopada 1998 | 2014 (TV Puls)    |
| 16    | W środę mamy dom tylko dla siebie Wednesday Leaves Home                | 17 października 1998              | 2014 (TV Puls)    |
| 17    | Mój daleki kuzyn Coś My Fair Cousin Itt                                | 14 listopada 1998                 | 2014 (TV Puls)    |
| 18    | Zwycięstwo Mortycji The Winning of Morticia Addams                     | 14 listopada 1998                 | 2014 (TV Puls)    |
| 19    | Peruka wujka Festera Uncle Fester’s Toupee                             | 5 listopada 1998                  | 2014 (TV Puls)    |
| 20    | Wielki pokaz tańca Lurch Learns to Dance                               | 17 października 1998              | 2014 (TV Puls)    |
| 21    | Mortycja i psychiatra Morticia and the Psychiatrist                    | 13 listopada 1998                 | 2014 (TV Puls)    |
| 22    | Melancholia znajduje swoją miłość Melancholia Finds Romance            | 16 listopada 1998                 | 2014 (TV Puls)    |
| 23    | Dobroczynność Mortycji Morticia’s Favorite Charity                     | 17 listopada 1998                 | 2014 (TV Puls)    |
| 24    | Mortycja spotyka panią Ligi Morticia and the Ladies League             | 18 listopada 1998                 | 2014 (TV Puls)    |
| 25    | Kolejna miłość Mortycji Morticia, the Breadwinner                      | 23 listopada 1998                 | 2014 (TV Puls)    |
| 26    | Dylemat Mortycji Morticia’s Dilemma                                    | 30 listopada 1998                 | 2014 (TV Puls)    |
| 27    | Boże narodzenie z rodziną Addamsów Christmas with the Addams Family    | 19 grudnia 1998                   | 2014 (TV Puls)    |
| 28    | Kryzys w rodzinie Addamsów Crisis in the Addams Family                 | 30 grudnia 1998                   | 2014 (TV Puls)    |
| 29    | Gomez, porywacz kotów Gomez, the Cat Burglar                           | 29 grudnia 1998                   | 2014 (TV Puls)    |
| 30    | Wuj Fester jest bardzo chory Uncle Fester’s Illness                    | 5 stycznia 1999                   | 2014 (TV Puls)    |
| 31    | Zielonooki Gomez Green-Eyed Gomez                                      | 15 stycznia 1999                  | 2014 (TV Puls)    |
| 32    | Smutna miłość Thing’s Romance                                          | 18 stycznia 1999                  | 2014 (TV Puls)    |
| 33    | Mortycja, dekorator Morticia, the Decorator                            | 22 stycznia 1999                  | 2014 (TV Puls)    |
| 34    | Bliskie spotkania Addamsów stopnia Close Encounters of the Addams Kind | 25 stycznia 1999                  | 2014 (TV Puls)    |
| 35    | Amnezja w rodzinie Addamsów Amnesia in the Addams Family               | 1 lutego 1999                     | 2014 (TV Puls)    |
| 36    | Miazga Wednesday Wednesday’s Crush                                     | 8 lutego 1999                     | 2014 (TV Puls)    |
| 37    | Mortycja, rzeźbiarka Morticia, the Sculptress                          | 15 lutego 1999                    | 2014 (TV Puls)    |
| 38    | Gomez, wybór ludu Gomez, the People’s Choice                           | 18 lutego 1999                    | 2014 (TV Puls)    |
| 39    | Lurch, bożyszcze nastolatek Lurch, the Teen-Age Idol                   | 1 marca 1999                      | 2014 (TV Puls)    |
| 40    | Fester i Babcia kontra Dziadek Fester and Granny vs. Grandpapa Addams  | 10 marca 1999                     | 2014 (TV Puls)    |
| 41    | Szeregowiec Addams Saving Private Addams                               | 15 marca 1999                     | 2014 (TV Puls)    |
| 42    | Mój syn, Chimp My Son, the Chimp                                       | 22 marca 1999                     | 2014 (TV Puls)    |
| 43    | Jazda konna Horseplay                                                  | 29 marca 1999                     | 2014 (TV Puls)    |
| 44    | Wielka miłość Lurcha Lurch’s Grand Romance                             | 5 kwietnia 1999                   | 2014 (TV Puls)    |
| 45    | Fester łączy globalnych najemników Fester Joins the Global Mercenaries | 4 września 1999                   | 2014 (TV Puls)    |
| 46    | Katastrofa Kariery Catastrophia’s Career                               | 8 kwietnia 1999                   | 2014 (TV Puls)    |
| 47    | Rodzina Addamsów w sądzie Addams Family In Court                       | 19 kwietnia 1999                  | 2014 (TV Puls)    |
| 48    | Problem kuzyna Cosia Cousin Itt’s Problem                              | 7 maja 1999                       | 2014 (TV Puls)    |
| 49    | Mortycja, scenarzystka Morticia, the Playwright                        | 20 marca 1999                     | 2014 (TV Puls)    |
| 50    | Lurch, człowiek na luzie Lurch, Man of Leisure                         | 10 maja 1999                      | 2014 (TV Puls)    |
| 51    | Postępy w rodzinie Addamsów Progress In The Addams Family              | 28 maja 1999                      | 2014 (TV Puls)    |
| 52    | Nowo narodzony bohater Undercover Man                                  | 29 maja 1999                      | 2014 (TV Puls)    |

## Seria 2
| Nr | Tytuł                                                            | Premiera         | Premiera w Polsce |
| -- | ---------------------------------------------------------------- | ---------------- | ----------------- |
| 53 | Lurch i jego fortepian Lurch and His Piano                       | 31 maja 1999     | 2014 (TV Puls)    |
| 54 | Fester się żeni Fester, Marriage Counselor                       | 4 czerwca 1999   | 2014 (TV Puls)    |
| 55 | Kleopatra, Zielona Nilu Cleopatra, Green of the Nile             | 1999             | 2014 (TV Puls)    |
| 56 | Babcia ma szczęśliwy dzień Granny, the Happy Medium              | 18 czerwca 1999  | 2014 (TV Puls)    |
| 57 | Mały pomocnik Lurcha Lurch’s Little Helper                       | 25 czerwca 1999  | 2014 (TV Puls)    |
| 58 | Wojna w rodzinie Addamsów Addams Family Feud                     | 10 lipca 1999    | 2014 (TV Puls)    |
| 59 | Fester i kolejka górska Fester, the Tycoon                       | 6 lipca 1999     | 2014 (TV Puls)    |
| 60 | Światła, kamera, Addams Lights, Camera, Addams                   | 8 lipca 1999     | 2014 (TV Puls)    |
| 61 | Policja Addamsów The Addams Policy                               | 15 lipca 1998    | 2014 (TV Puls)    |
| 62 | Fester, król świata Fester, World Leader                         | 7 sierpnia 1999  | 2014 (TV Puls)    |
| 63 | Długie opowiadanie rodziny Addamsów The Tale of Long John Addams | 14 sierpnia 1999 | 2014 (TV Puls)    |
| 64 | Wspinaczka z Jones Keeping Up With the Joneses                   | 1999             | 2014 (TV Puls)    |
| 65 | Śmierć odwiedza Rodzinę Addamsów Death Visits the Addams Family  | 1999             | 2014 (TV Puls)    |